# Ummidia funerea
Ummidia funerea är en spindelart som först beskrevs av Willis J. Gertsch 1936.  Ummidia funerea ingår i släktet Ummidia och familjen Ctenizidae. Inga underarter finns listade i Catalogue of Life.